# Ван Дипенбек, Ян
Ян Антони ван Дипенбек (нидерл. Jan Antonie van Diepenbeek; 5 августа 1903, Эйтгест — 8 августа 1981, Ден-Хелдер) — нидерландский футболист, игравший на позиции защитника. Часть своей карьеры провёл в составе «Аякса», с которым четырежды выигрывал чемпионат страны. Выступал также за клуб «Вилхелмина Ворёйт».
За национальную сборную Нидерландов сыграл четыре матча в период с 1933 по 1935 год.

## Ранние годы
Ян Антони ван Дипенбек родился 5 августа 1903 года в городе Эйтгест, в семье музыканта Йоханнеса Францискюса ван Дипенбека и его жены Адриантьи Корнелии Бандер, и был старшим ребёнком в семье из двух детей. Их семья жила в восточной части Амстердама на улице Маюбастрат 61.
Его отец Франс был известным музыкантом и капельмейстером, директором нескольких оркестров. Начинал играть на тромбоне в оркестре Утрехта, позже стал главой амстердамского оркестрового сообщества и пожарного оркестра. Кроме этого, он был контрабасистом в Консертгебау и руководителем музыкальных коллективов и хоров в Северной Голландии.

## Клубная карьера
Ян является воспитанником футбольного клуба «Вилхелмина Ворёйт» (ныне ВВ-ХЕДВ) из Амстердама. Он был принят в клуб в ноябре 1917 года и первоначально играл за команду среди учащихся. В 1929 году ван Дипенбек перешёл в другой амстердамский клуб «Аякс».
В составе «красно-белых» он дебютировал 29 сентября в матче чемпионата против клуба «Эксельсиор». Встреча проходила на «Хет Хаутен» и завершилась победой его команды со счётом 3:0. Низкорослый защитник, игравший в очках, быстро стал ключевым игроком обороны. В своём дебютном сезоне ван Дипенбек сыграл в чемпионате 24 матча и отметился одним забитым голом. «Аякс» по итогам сезона выиграл свою группу и вышел в финал чемпионата, где занял второе место, уступив чемпионский титул клубу «Гоу Эхед».
В общей сложности за девять лет Ян принял участие в 207 матчах чемпионата страны. Ван Дипенбек четырежды выигрывал чемпионат Нидерландов, в сезонах 1930/31, 1931/32, 1933/34 и 1936/37. Свой последний матч за «Аякс» Ян провёл 25 сентября 1938 года против клуба ДФК, завершившийся победой амстердамцев со счётом 1:4.
В 1938 году Ян вернулся в «Вилхелмину Ворёйт», где играл до 47 лет.

## Сборная Нидерландов
В национальной сборной Нидерландов Ян дебютировал 10 декабря 1933 года в матче против сборной Австрии, в том матче также принимали участие и другие игроки «Аякса», а именно Вим Андерисен и Хенк Мюлдерс. В домашнем матче нидерландцы уступили австрийцам со счётом 0:1, единственный мяч в матче забил Йозеф Бицан на 47 минуте.
Второй матч Дипенбека в сборной стал победным, 11 марта 1934 года его сборная в гостевом матче против сборной Бельгии, одержала сокрушительную победу со счётом 2:9. Пять мячей за нидерландцев забил нападающий Лен Венте, по два мяча также на свой счёт записали Беб Бакхёйс и Кик Смит, который проводил свой первый матч за сборную.
В марте 1934 года Ян в составе сборной отправился на Чемпионат мира в Италию. В первом матче на турнире, который состоялся 27 мая 1934 года, нидерландцы встретились со сборной Швейцарии. В том матче Ян был запасным игроком, а его сборная, проиграв швейцарцам со счётом 3:2, покинула турнир. Всего за сборную Дипенбек провёл 4 матча, свою последнюю игру Ян провёл 17 февраля 1935 года против сборной Германии, завершившийся победой немцев со счётом 2:3.

### Матчи за сборную
| Матчи Яна ван Дипенбека за сборную Нидерландов | Матчи Яна ван Дипенбека за сборную Нидерландов | Матчи Яна ван Дипенбека за сборную Нидерландов | Матчи Яна ван Дипенбека за сборную Нидерландов | Матчи Яна ван Дипенбека за сборную Нидерландов | Матчи Яна ван Дипенбека за сборную Нидерландов | Матчи Яна ван Дипенбека за сборную Нидерландов |
| ---------------------------------------------- | ---------------------------------------------- | ---------------------------------------------- | ---------------------------------------------- | ---------------------------------------------- | ---------------------------------------------- | ---------------------------------------------- |
| №                                              | Дата                                           | Место проведения                               | Соперник                                       | Счёт                                           | Голы                                           | Соревнование                                   |
| 1                                              | 10 декабря 1933                                | Амстердам                                      | Австрия                                        | 0:1                                            | -                                              | Товарищеский матч                              |
| 2                                              | 11 марта 1934                                  | Амстердам                                      | Бельгия                                        | 9:3                                            | -                                              | Товарищеский матч                              |
| 3                                              | 4 ноября 1934                                  | Берн                                           | Швейцария                                      | 2:4                                            | -                                              | Товарищеский матч                              |
| 4                                              | 17 февраля 1935                                | Амстердам                                      | Германия                                       | 2:3                                            | -                                              | Товарищеский матч                              |

Итого: 4 матча / 0 голов; 2 победы, 2 поражения

## Личная жизнь
Работал банковским служащем. Ян женился в возрасте двадцати трёх лет. Его избранницей стала 25-летняя Гритье Грас, уроженка Амстердама. Их брак был зарегистрирован 16 июня 1927 года в Амстердаме. В апреле 1933 года у них родился сын Ян (умер в феврале 2013 года в Ден-Хелдере).

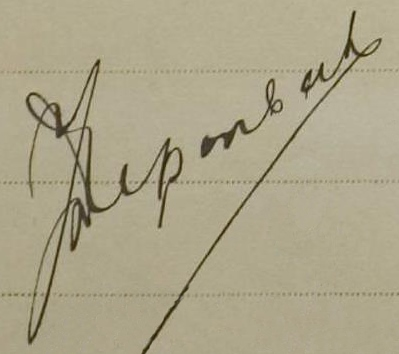
Автограф Яна, оставленный им в день бракосочетания, 16 июня 1927 г.

## Статистика по сезонам
| Клуб             | Сезон            | Первый класс | Первый класс | Кубок Нидерландов | Кубок Нидерландов | Итого | Итого |
| Клуб             | Сезон            | Игры         | Голы         | Игры              | Голы              | Игры  | Голы  |
| ---------------- | ---------------- | ------------ | ------------ | ----------------- | ----------------- | ----- | ----- |
| Аякс             | 1929/30          | 24           | 1            | 1                 | 0                 | 25    | 1     |
| Аякс             | 1930/31          | 26           | 0            |                   |                   | 26    | 0     |
| Аякс             | 1931/32          | 25           | 0            | 0                 | 0                 | 25    | 0     |
| Аякс             | 1932/33          | 18           | 0            |                   |                   | 18    | 0     |
| Аякс             | 1933/34          | 27           | 0            |                   |                   | 27    | 0     |
| Аякс             | 1934/35          | 22           | 0            | 1                 | 0                 | 23    | 0     |
| Аякс             | 1935/36          | 22           | 2            | 0                 | 0                 | 22    | 2     |
| Аякс             | 1936/37          | 24           | 3            |                   |                   | 24    | 3     |
| Аякс             | 1937/38          | 17           | 2            | 0                 | 0                 | 17    | 2     |
| Аякс             | 1938/39          | 2            | 0            |                   |                   | 2     | 0     |
| Аякс             | Итого            | 207          | 8            | 2                 | 0                 | 209   | 8     |
| Всего за карьеру | Всего за карьеру | 207          | 8            | 2                 | 0                 | 209   | 8     |

## Достижения
- Чемпион Нидерландов: (4)
  - 1930/31, 1931/32, 1933/34, 1936/37

### Комментарии
1. ↑  В ряде источников ошибочно указан город Утрехт.
2. ↑  По данным историка Еверта Вермера, ван Дипенбек перешёл из клуба ЕДВ.